# Fortaleza de San Pedro y San Pablo

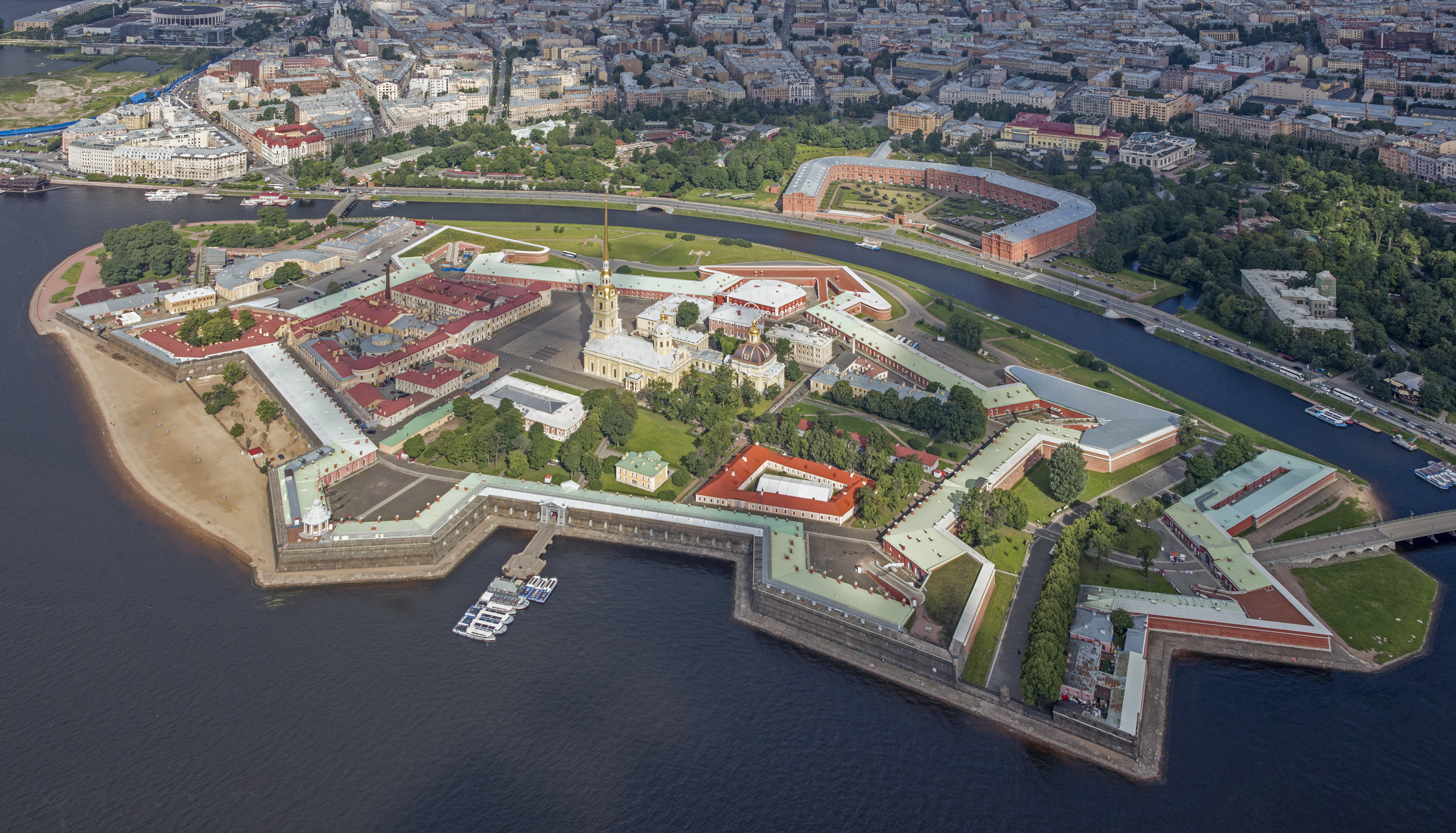
Vista aérea de la fortaleza.

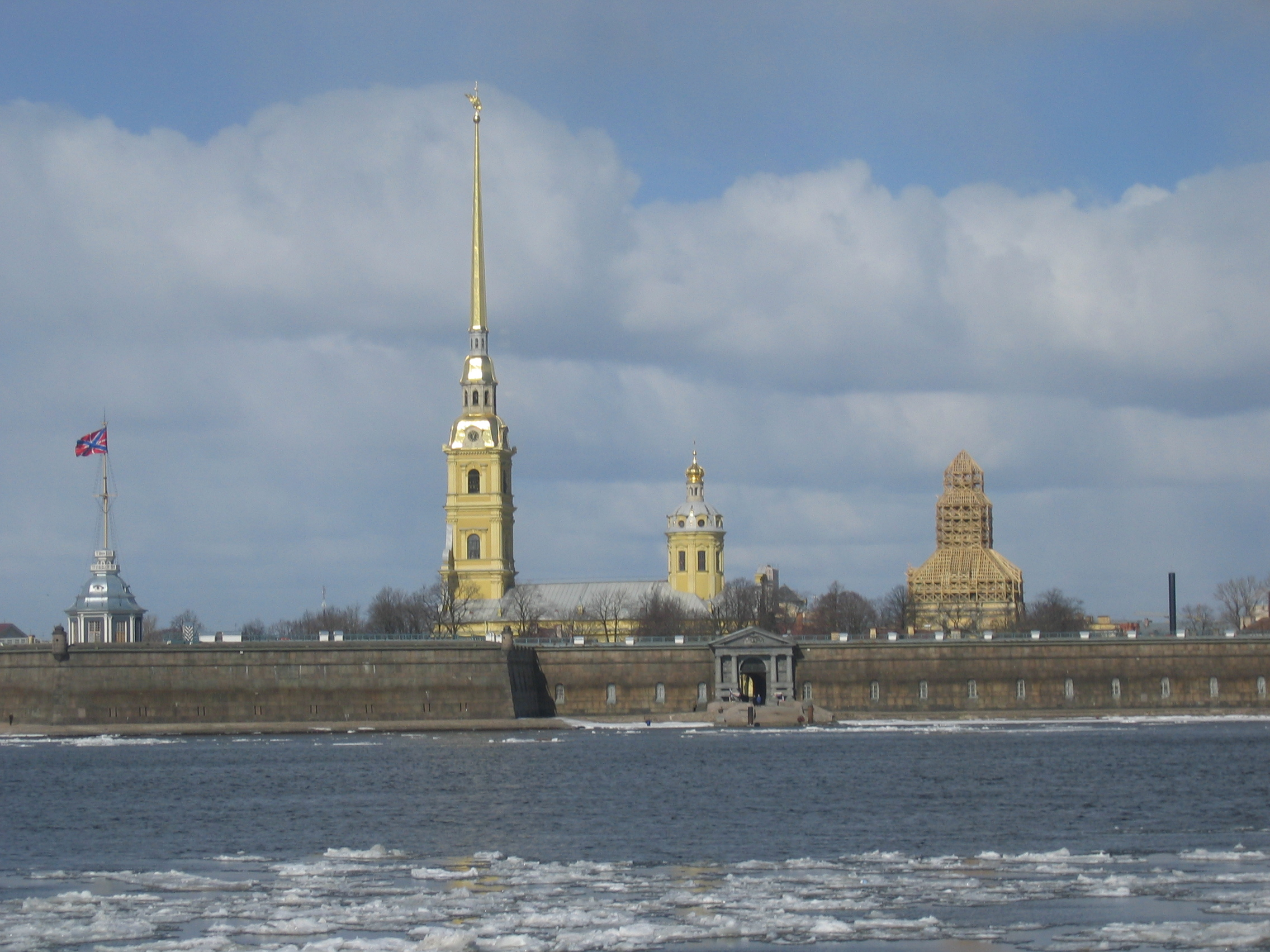
Vista de la fortaleza en invierno desde el otro lado del río Nevá.

La fortaleza de San Pedro y San Pablo (en ruso: Петропа́вловская кре́пость) es la ciudadela original de San Petersburgo, Rusia. Diseñada por Domenico Trezzini y erigida en 1703. La fortaleza contiene diferentes edificios remarcables, entre ellos la catedral de San Pedro y San Pablo, donde están enterrados los zares desde Pedro I el Grande hasta Nicolás II y su familia. 

## Historia de la fortaleza
La fortaleza la ordenó construir Pedro I el Grande el 16 de mayo de 1703 (del calendario juliano, 27 de mayo según el gregoriano), sobre la pequeña isla de Záyachi, en el río Nevá. Erigida durante la Guerra del Norte, la fortaleza nunca entró en batalla. La fortaleza tiene forma hexagonal con 6 bastiones en cada uno de sus ángulos. En un primer momento se construyó en madera y tierra, pero se reconstruyó en piedra desde 1706 hasta 1740.
A partir de 1720 aproximadamente sirvió de alojamiento a la guarnición de la ciudad y de la cárcel de prisioneros políticos, entre otros. El bastión de Trubetskoy, construido en la década de los 1870, se convirtió en el bloque principal de la prisión. 
La catedral se edificó entre 1712 y 1733. Consta de una torre campanario de 122 m de altura con una cúpula rematada con un angelote. 
En 1876 el grupo nihilista Zemlya i volya en su primera acción organiza exitosamente la fuga de Piotr Kropotkin, algo que nadie antes lo había conseguido.
Durante 1917, fue atacada por soldados amotinados del Regimiento Pávlovski y todos sus prisioneros fueron liberados. Cuando los bolcheviques intentaron apoderarse el 4 de julio de la fortaleza, los 8000 hombres de guarnición se declararon prorrevolucionarios, aunque después volvió a manos gubernamentales.
El 25 de octubre, la fortaleza fue tomada por los bolcheviques. Ese día tuvo lugar la batalla contra el Palacio de Invierno, que fue bombardeado desde la fortaleza. 
En 1924, la mayor parte de la fortaleza fue transformada en museo. Sufrió graves daños durante la Segunda Guerra Mundial debido a los bombardeos nazis. Tras la guerra fue restaurada.